# 拉朗德德卢热
拉朗德德卢热（法語：La Lande-de-Lougé，法語發音：[la lɑ̃d də luʒe] ⓘ，意为“卢热的荒地”）是法国奥恩省的一个市镇，属于阿让唐区。

## 地理
拉朗德德卢热（48°41'34"N, 0°15'1"W）面积4.95 平方千米，位于法国诺曼底大区奧恩省，该省份为法国西北部内陆省份，北起顺时针与卡爾瓦多斯省、厄尔省、厄尔-卢瓦省、萨尔特省、马耶讷省和芒什省接壤。
与拉朗德德卢热接壤的市镇（或旧市镇、城区）包括：莱西沃托、迈尔河畔卢热、蒙特勒伊欧乌尔姆、皮唐日勒拉克。

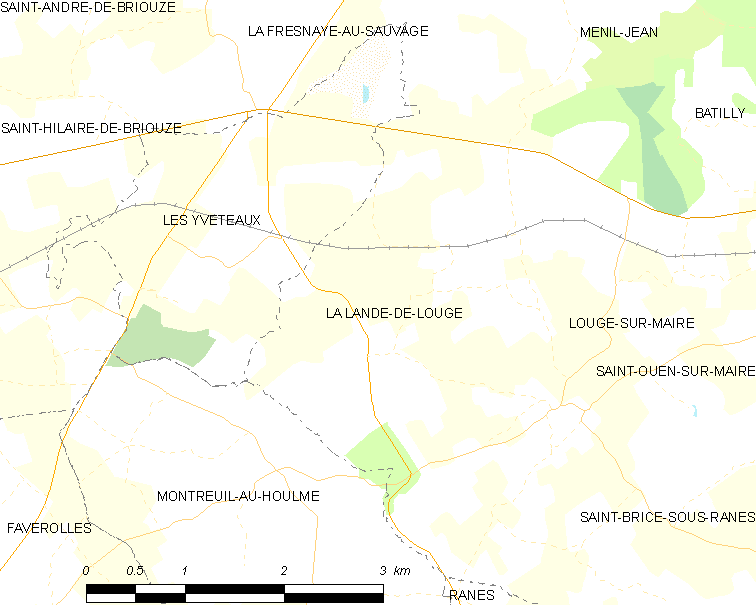
拉朗德德卢热的OSM定位图

拉朗德德卢热的时区为UTC+01:00、UTC+02:00（夏令时）。

## 行政
拉朗德德卢热的邮政编码为61210，INSEE市镇编码为61217。

## 政治
拉朗德德卢热所属的省级选区为马尼勒代塞尔县。

## 人口

1962-2008年间拉朗德德卢热人口变化图示

拉朗德德卢热于2022年1月1日时的人口数量为57人。